# Daniel Pommereulle
Daniel Pommereulle, né Daniel Wenceslas Marie Jacques Dupommereulle le 15 avril 1937 à Sceaux, ayant vécu au 49, rue Boissonade dans le 14e arrondissement de Paris et mort le 30 décembre 2003 dans le 15e arrondissement de Paris, est un peintre, sculpteur, lithographe, cinéaste et poète français.

## Biographie
Dès les années 1950, Daniel Pommereulle se forme à Paris, à l'Académie Julian et dans le quartier de Saint-Germain-des-Prés.
Mobilisé en 1957 pour son service militaire, il est de retour de la Guerre d'Algérie à Paris en 1959. Daniel Pommereulle peint ses premiers tableaux (Nuages, Spirales) et participe en 1961 à l'« Anti-Procès III » à Milan, organisé conjointement par Jean-Jacques Lebel et Alain Jouffroy. Il réalise à partir de 1963 des assemblages d’objets (Objets oubliés, Objet hors saisie). En 1966, associé aux «Objecteurs» par le critique Alain Jouffroy, Daniel Pommereulle expose un Pêcher en fleurs au Salon de mai puis les Objets de tentation à la Galerie Mathias Fels à Paris. Il travaille aux plans des sculptures des Urgences (1967) puis à la série des Objets de prémonition (1974-1975) qu'il présente dans l'exposition « Fin de siècle » au Centre national d'art et de culture Georges-Pompidou en 1975. À partir des années 1980, il sculpte le verre, la pierre et l’acier, sans cesser de dessiner (notamment les séries des Fatigues du Ciel, des Passants luisants ou encore des Flüchtig). Pour Alain Jouffroy, « la beauté éthique de la démarche supplante la beauté esthétique, qui n'est pas négligée, mais subordonnée à un projet poétique de grande ampleur ».
Daniel Pommereulle reste connu pour son rôle de dandy dans La Collectionneuse d'Éric Rohmer en 1967 et apparaît dans une dizaine de films, dont La mariée était en noir de François Truffaut, Week-end de Jean-Luc Godard et Les Idoles de Marc'O. En 1972, il tourne dans La Cicatrice intérieure de Philippe Garrel (et vingt-sept ans plus tard dans Le Vent de la nuit).
Il réalise deux films: One More Time (1968) pour lequel il conçoit une « machine à suicide » et Vite (1969), avec des plans-séquences filmés à l'aide d'un télescope, apologie du désert et de la planète Saturne.
Proche notamment du galeriste Claude Givaudan qui l'exposa à ses débuts, son travail est montré dans les années 1990 à la Galerie Di Meo. Une importante rétrospective lui est consacrée aux Musées de Dole et de Belfort en 1991. Depuis 2012, l’œuvre de Daniel Pommereulle est représentée par la Galerie Christophe Gaillard à Paris.
Daniel Pommereulle meurt des suites d'un cancer le 30 décembre 2003,,. Le long métrage Les Amants réguliers de Philippe Garrel, sorti en 2005, lui est dédié (source : générique).

## Œuvre

### Bibliophilie
- Au voleur ! , suite de onze lithographies rassemblées en un livre-objet en miroirs, 20 exemplaires numérotés, miroiterie Lossignol, Paris, 1981[10].

### Écrits
- Daniel Pommereulle, Serge Bard, Patrick Deval et Philippe Garrel, « Quatre manifestes pour un cinéma violent », Opus international, avril 1968.
- Daniel Pommereulle, Café sanglant, Editions Claude Givaudan, Genève, 1978.
- Daniel Pommereulle et Jacques Monory, Rien ne bouge assez vite au bord de la mort, collection « Cent quatre-vingt degrés », Pierre Bordas et Fils, 1996.
- Daniel Pommereulle, Il n'y a pas d'ombre dans les grands rassemblements, Christian Bourgeois, 2003.

## Expositions personnelles

### Expositions personnelles
- Daniel Pommereulle, Galerie Antichita, Ravenne (première exposition personnelle), 1962.
- Galerie Daniel Cordier, Paris, 1963.
- American Center, Paris, 1964.
- Les Objets de tentation, Galerie Mathias Fels, Paris, 1966.
- L'Abolition de l'art, Galerie Claude Givaudan, Paris, 1968.
- Huitièmement, qu'est-ce que la cruauté ? - Objet de prémonition, Galerie Beaubourg, Paris, 1975.
- Fin de siècle, Centre National d'Art et de Culture Georges Pompidou, Paris.
- L'étoile polaire est toujours baroque, Galerie Jean Larcade, Paris, 1976.
- Plus un éclair vers l'est, Galerie Vallois, Paris, 1976.
- La Brûlure du ciel, Galerie Claude Givaudan, Genève, 1978.
- Les objets du couchant, Galerie Trigano, Paris, 1980.
- Au Voleur, Galerie Frank Bordas, Paris, 1981.
- La Fatigue du ciel, Galerie Le Dessin, Paris, 1981.
- Ici même l'on respire, Galerie de Séoul, Séoul, 1983.
- Le je non satisfait du moi, Hara Contemporary Art Museum, Tokyo, 1983.
- Passant luisant, Galerie Christian Cheneau, Paris, 1986.
- Daniel Pommereulle – Sculptures, Chevet de la cathédrale, Reims, 1986.
- Daniel Pommereulle, Galerie des Arènes, Nîmes.
- La Serrure de la Terre, Art & Space Gallery, Tokyo, 1988.
- Daniel Pommereulle, sculpteur, Musée-Château d’Annecy.
- Projets, Galerie Rocca, Paris, 1990.
- Rétrospective Daniel Pommereule - L'utopie des voyageurs, musée des beaux-arts de Dole et musée d'art et d'histoire de Belfort, 1991.
- Le pire énerve, Galerie Franck Bordas, Paris, 1992.
- Les égorgeurs d'épaisseur, Galerie Di Meo, Paris, 1993[5].
- Daniel Pommereulle : Dessins,Galerie municipale Fernand-Léger, Ivry-sur-Seine, 1997.
- Flüchtig, Galerie Di Meo, Paris — Espace Riquet, Béziers, 1998[11].
- Hommage à Daniel Pommereulle, Centre Georges Pompidou, Musée national d'art moderne, Paris, 2004-2005.
- Daniel Pommereulle - Signes et objets hors-saisie, Musée de l'objet, Blois, 2006.
- Hommage, chapelle des Capucins, Aigues-Mortes, 2006.
- Daniel Pommereulle, Galerie Christophe Gaillard et galerie Di Meo, Paris, 2012[12],[13],[14],[15].
- Daniel Pommereulle, entre l’archer ou la cible, Musée des Beaux-Arts, Valenciennes, 2014.
- Daniel Pommereulle - L'expérience intérieure.1960-1962, Galerie Christophe Gaillard, 2016[16],
- Daniel Pommereulle, Je traverse, et nous restons..., Galerie Christophe Gaillard, 2018. (Je traverse, et nous restons...)[17],[18].

### Expositions collectives
- Anti-procès III, Galerie Brera, Milan[19], 1961.
- Les Objecteurs, Galerie Jacqueline Ranson, Galerie Jean Larcade, Paris, 1965.
- Salon de la Jeune Peinture, Paris, 1966[20].
- Salon de mai, Paris, 1966, 1968 (Pêcher en fleur).
- Salon Comparaisons, Paris, 1966.
- 5e Biennale de Paris, 1967.
- Salon de mai, La Havane, 1968.
- Biennale de Lignano, Venise, 1968.
- Le regard mental, Galerie Paul Fachetti, Paris, 1976.
- Le Rendez-vous des amis, Galerie Fred Lanzenberg, Bruxelles, 1976.
- Dessins étranges : objets et sculptures insolites, Centre Georges Pompidou, Musée national d’art moderne, Paris, 1977.
- Mythologies quotidiennes II - Valerio Adami, Gilles Aillaud, Eduardo Arroyo, Leonardo Cremonini, Erró, Peter Klasen, Tetsumi Kudo, Jacques Monory, Bernard Moninot, Daniel Pommereulle, Wolf Vostell, Öyvind Fahlström, Jan Voss, Vladimir Veličković, Musée d'Art moderne de la ville de Paris, 1977[21].
- The 4th Henry Moore Grand Prize Exhibition, The Utsikushi-ga-Hara Open Air Museum, Tokyo, 1985.
- Anciens et nouveaux, œuvres acquises par l'Etat de 1981 à 1985, Grand Palais, Paris, 1985.
- Foire internationale d'art contemporain, Paris, 1985 (stand Galerie Christian Cheneau, grandes sculptures), 2001, 2002, 2003 (stand Galerie Di Meo)[22].
- Marcel Duchamp und die Avant-Garde seit 1950, Museum Ludwig, Cologne, 1988.
- De Bonnard à Baselitz, Dix ans d'enrichissements du cabinet des estampes, Bibliothèque nationale de France, Paris, 1992[23].
- S.A.G.A. (Salon d'arts graphiques actuels), Paris, 1992[19].
- Objecteurs / Artmakers - Autour d'Alain Jouffroy, galeries du théâtre, Scène nationale de Cherbourg-en-Cotentin, janvier-mars 2000[24].
- Artissima - Arte contemporeano a Torino, palazzo del Lavoro (it), Turin, 2000[22].
- Acquisitions 2001, FDAC du Val de Marne, Créteil, 2001.
- Les années Pop 1956-1968, Centre Georges Pompidou, Paris, 2001.
- Art Basel Miami Beach (stand Galerie Di Meo), Miami Beach Convention Center, 2001[22].
- Messe Basel (stand Galerie Di Meo), Bâle, 2001, 2002, 2003[22].
- Carré d'art - musée d'art contemporain de Nîmes, La collection - Nouvel accrochage, mars-mai 2007[25].
- Le Nouveau Réalisme, Galeries Nationales du Grand Palais, Paris, 2007; Sprengel Museum, Hanovre, 2008.
- Musée de l'Hospice Saint-Roch, Issoudun, Tilt - Panorama de la sculpture contemporaine - Collections du Centre national d'arts plastiques, octobre 2009 - mai 2010[26].
- Sous influences, La Maison Rouge, Paris, février-mars 2013[27].
- Émoi & moi, MAC VAL, Vitry-sur-Seine, 2013.
- Poétique d'objets, Lieu d'art et action contemporaine de Dunkerque, avril-septembre 2013[28].
- All that falls, Palais de Tokyo, Paris, 2014.
- L'usage des formes, palais de Tokyo, Paris, mars-mai 2015[29].
- Psilocybine : les années 60 à Sainte-Anne, quand la psychiatrie observe la création - Jean-Jacques Lebel, Henri Michaux, Philippe Hiquily, Jean-Martin Charcot, Frédéric Pardo, Daniel Pommereulle, Bernard Saby, Pierre-Xavier Laffitte, Vida Parme, Musée Singer-Polignac, centre hospitalier Sainte-Anne, Paris, septembre-novembre 2015[30].
- Contre-cultures 1969-1989, L’Esprit Français, La Maison Rouge - Fondation Antoine de Galbert, Paris, 2017.
- Murs, Musée des Beaux-Arts de Caen, mai-septembre 2018[31].
- Vertiges, Labanque, Béthune, septembre 2018 - janvier 2019[32],[33].

## Réception critique
- « Provocants, voire sadiques, les objets de Pommereulle sont là pour déranger, pour interroger. En d'autres temps, on aurait peut-être considéré son activité comme surréaliste, et il y a sans doute une certaine parenté entre les fêtes surréalistes et les rituels de Pommereulle. Fondé sur l'expressivité de l'objet et le langage de l'association, son œuvre un plus un questionnement du rêve qu'un langage chiffré. Moins apparent que chez les autres objecteurs, Kudo ou Raynaud, le propos de Pommereulle est plus insidieux, plus déroutant, plus compromettant aussi. » - Jacques Busse[19]
- « Par la radicalité de sa démarche, Pommereulle s'oppose notamment à l'art décoratif, à l'objet d'art en tant que tel et s'intéresse passionnément à l'intériorité de la pensée à travers ses objets, mélange de subjectivité et d'objectivité cruelle. » - Fanny Drugeon[34]
- « Daniel Pommereulle était un homme passionné par le vivant, par les vivants. Il les recherchait désespérément dans l'époque "refroidie" qui était la nôtre. Sa pensée, son art, ses écrits créent encore aujourd'hui les courts-circuits nécessaires aux dérèglements des schémas et des programmes. Cela sentait le brûlé et l'électricité, ce qui nous permettait de retrouver l'usage de nos sens avec les peurs, les rêves, les désirs qui portent vers le réel. » - Olivier Kaeppelin[35]
- « Chez Pommereulle, la recherche d'extase fut une manière d'intensifier la vie. Ses objets sculpturaux dardés de lames de rasoirs et d'hameçons disent cette fascination et cette mise à distance, dès lors qu'il s'agit de sentir par la blessure, quand le ciel et sa promesse d'élévation se font chute dans le vide. » - Tom Laurent[33]

## Collections publiques

### Belgique
- Centre de la gravure et de l'image imprimée, La Louvière, Sans titre, lithographie 105x75cm, l'un des cent exemplaires numérotés, 1996[36].

### Espagne
- Fondation Stämpfli (es), Barcelone, Sans titre, crayon et gouache sur papier, 64x90cm, 2002[37].
- Musée d'Art contemporain de Barcelone, 1793 - Guillotine, lithographie 90x61cm, l'un des cent exemplaires numérotés, 1989[38].

### France
- Musée-château d'Annecy, Sans titre, colonnes d'ardoise, feuilles de verre, lames de grès, 1985[39].
- GAC artothèque, Annonay, 1793 - Guillotine, lithographie 90x61cm, l'un des cent exemplaires numérotés, 1989[40].
- Musée des Beaux-Arts de Belfort[41].
- Musée d'Art moderne de Céret.
- Fonds régional d'art contemporain d'Auvergne, Clermont-Ferrand, Sans titre, 75x105cm, 1984[42].
- Hôtel des finances de Créteil, colonne en verre, 1988.
- Hôtel de ville d'Ivry-sur-Seine, La Porte, sculpture, 200x200x40cm[43].
- École des Beaux-Arts de Nantes Saint-Nazaire, Nantes, 1793 - Guillotine, lithographie 90x61cm, l'un des cent exemplaires numérotés, 1989[44].
- Carré d'art - musée d'art contemporain de Nîmes, Chariot, objet de prémonition[25].
- Centre national des arts plastiques, Paris.
- Département des estampes et de la photographie de la Bibliothèque nationale de France, Paris, Tête de mort, sérigraphie, 1975[23].
- Musée national d'art moderne, Paris.
- Médiathèque François-Mitterrand, Poitiers, San titre, lithographie 75x105cm[45].
- Fonds national d'art contemporain, Puteaux, 1793 - estampes et révolution, deux cents ans après, lithographie 90x61cm, l'un des cent exemplaires numérotés, 1989[46].
- Musée d'Art et d'Archéologie de Valence, Sans titre, collage, mine de plomb, aquarelle et gouache sur papier teinté, 65x95cm[47].
- Lille Métropole - musée d'Art moderne, d'Art contemporain et d'Art brut, Villeneuve-d'Ascq.
- Musée d'Art contemporain du Val-de-Marne, Vitry-sur-Seine, Objet de prémonition, pot de peinture, lames de scalpels, lames d'acier, feuille de plomb, peinture, 1974-1975[48].

## Espaces publics
- Ville d'Antony, mur peint, 1982[19].
- Parc du Tremblay, Champigny-sur-Marne, 1793, virgule à suivre sculpture[49].
- Rond-point route du Kochersberg, Drusenheim, Là / Doh, acier peint, verre et grès des Vosges[50].
- Ville d'Épernay, fontaine en verre, 1987[19].
- Ville de L'Isle d'Abeau, fontaine, 1993[19].
- Parc de sculptures contemporaines du donjon de Jouy, Sancoins.
- Métro de Toulouse, station Canal du Midi, Sans titre, quatre sculptures monumentales, verre, cuivre, porcelaine, ardoise, bronze, marbre rouge[51].

## Filmographie

### Acteur
- 1964 : Paris au mois d'août  de Pierre Granier-Deferre (non crédité).
- 1967 : La Collectionneuse d'Éric Rohmer : Daniel[52].
- 1967 : Week-end de Jean-Luc Godard : Joseph Balsamo (non crédité)[53].
- 1968 : La mariée était en noir de François Truffaut : l'ami de Fergus (non crédité).
- 1968 : Les Idoles de Marc'O : un prêtre.
- 1970 : La Pacifiste (La pacifista) de Miklós Jancsó : Smetti di piovere.
- 1971 : Jupiter de Jean-Pierre Prévost.
- 1972 : La Cicatrice intérieure de Philippe Garrel : le berger.
- 1999 : Le Vent de la nuit de Philippe Garrel : Jean le sculpteur.
- 2001 : Cinématon Daniel Pommereulle de Gérard Courant.
- 2002 : Au plus près du paradis de Tonie Marshall : l'éditeur.

### Réalisateur
- 1968 : One More Time, avec Deborah Dixon - 8 min[54]. Projeté à la galerie Claude Givaudan en 1968.
- 1969 : Vite, avec Mustapha Louriga, Charlie Urvois et Daniel Pommereulle - 37min[54],[55].

### Filmographie
- Daniel Pommereulle, vidéo réalisée par David Carr Brown, Ghislaine Bardet, Anne Papillault, et Jean-François Dars, série « Les peintres cinéastes », production Cellule d'animation audiovisuelle du Ministère des relations extérieures, diffusion Médiathèque centrale, - 52 min.